# هالک شگفت‌انگیز (موسیقی متن)
«هالک شگفت‌انگیز» آلبومی از هنرمند اهل اسکاتلند کریگ آرمسترانگ است که در ۱۳ ژوئن ۲۰۰۸ منتشر شد.